# Cmentarz Miejski w Płocku
Cmentarz katolicki w Płocku (zwyczajowo nazywany miejskim, zabytkowym lub Płockimi Powązkami) - czynny, rzymskokatolicki cmentarz wyznaniowy położony przy al. Floriana Kobylińskiego 25 w Płocku, którego administratorem jest rzymskokatolicka parafia św. Bartłomieja w Płocku (Fara). Cmentarz zajmuje powierzchnię 6,11 ha, jego granicę wyznacza al. Floriana Kobylińskiego, ul. Ignacego Łukasiewicza oraz ul. Miodowa w Płocku. Powstał w 1876 roku w sąsiedztwie Starego cmentarza katolickiego w Płocku, tworząc jego przedłużenie. 
Rolę społecznego opiekuna nekropolii pełni Stowarzyszenie “Starówka Płocka”, które razem z dziennikiem “Gazeta Wyborcza” oraz Wojewódzkim Urzędem Ochrony Zabytków w Warszawie delegatura w Płocku od 2000 roku koordynuje akcję społeczną pn. “Ratujmy Płockie Powązki”, która ma na celu zbiórkę pieniędzy (kwestę) na renowację zabytkowych nagrobków cmentarza.
W centrum cmentarza znajduje się kaplica pw. Najświętszego Serca Pana Jezusa. Kościół został zbudowany w 1901 roku w stylu neogotyckim z fundacji płockiego potentata Stanisława Górnickiego. W podziemiach kaplicy znajdują się groby rodzinne Górnickich.

## Pochowani na cmentarzu
Na cmentarzu znajdują się grobowce wielu osób, których nazwiska trwale wpisały się na karty wielowiekowej historii miasta. Pochowani są tam m.in.:
- Polikarp Mieszkowski – sędzia Trybunału
- Franciszek Grabowski – prałat katedry płockiej
- Adam Grabowski – dyrektor Gimnazjum Męskiego i redaktora „Ech Płockich i Łomżyńskich”
- Marcin Ehrlich – prezes Płockiego Towarzystwa Lekarskiego
- Aleksander i Maria Macieszowie – zasłużeni dla rozwoju oświaty i kultury w mieście
- Józef Widuliński – były prezydent miasta Płocka (1826–1899)
- Józef Kamiński – maturzysta, ochotnik 201 Pułku Szwoleżerów – zginął na Wołyniu 26 września 1920
- Bronisława Porawska (1836–1914) – nauczycielka i pisarka
- Antolek Gradowski – harcerz, uczestnik bohaterskiej obrony Płocka w 1920 roku
- Stefan Zawidzki – harcerz, uczestnik bohaterskiej obrony Płocka w 1920 roku
- Franciszek Dorobek (1922–1981) – nauczyciel, działacz i publicysta
- Seweryn Wyczałkowski – polski społecznik i publicysta
- Kazimierz Starościński – twórca hejnału Płocka
- Eugenia Dąbrowska – siostra generała Władysława Sikorskiego

Swoje groby symboliczne mają tu m.in.:
- Kazimierz Płoski – pochowany w Londynie
- Stanisław Zgliczyński – adwokat, zamordowany przez hitlerowców
- Antonii Julian Nowowiejski – biskup płocki
- Jerzy Popiełuszko – kapłan i męczennik

Na cmentarzu znajdują się także grobowce rodzinne: Redlów, Pograzińskich, Więckowskich, Spoczyńskich, Płoskich, Sutkowskich, Kossobudzkich, Gutkowskich, Jędrzejewskich, Ligowskich, Broniewskich, Polakowskich i innych.
Cmentarz przy al. Kobylińskiego jest wielką galerią rzeźby z XIX i XX wieku. Wiele spośród grobowców to dzieło takich rzeźbiarzy i kamieniarzy, jak: W. i J. Szyllingowie, A. Pruszyński, S. Kuza z Dobrzyńskiej, J. Marankiewicz, Mendakowski, J. Wojdyga, I. Unger, Trojanowski, J. Krawowski. Wiele pomników z żeliwa opracowanych przez I. Ungera wykonywała płocka odlewnia M. S. Sarna, wchodząca w skład Fabryki Maszyn i Narzędzi Rolniczych. Przy budowie grobowców stosowano materiały takie, jak: cegła, beton, piaskowiec, granit, lastriko. Cmentarz miejski należy do najstaranniej zadbanych i utrzymanych w mieście.